# Двухминутное предупреждение
Двухминутное предупреждение в американском футболе — последние две минуты половины матча или овертайма. Двухминутное предупреждение не используется в студенческом футболе. Игра останавливается, когда на часах 2:00, а если в это время идёт розыгрыш, то время остановится после завершения розыгрыша.

## История
Американская Футбольная Лига впервые ввела двухминутное предупреждение в 1960-х, после того как на стадионе стало официально использоваться табло. Для телевидения эта остановка времени использовалась как коммерческий перерыв в преддверии главной части матча.

## Стратегия
У большинства команд есть особая стратегия тайм менеджмента, которая используется в последние две минуты.
Если команда проигрывает в двухминутном предупреждении, то она, скорее, будет играть в пас, а не вынос (пробег). Так как не пойманный пас остановит время, а в случаи выноса В случае если счет равный, и команда не хочет пробовать набрать очки, (например из-за плохой позиции на поле) квотербек, сядет на колено и закончит половину.
Команда, которая выигрывает в двухминутном предупреждении, разыгрывают, обычно только вынос, так как соперник сможет остановить время только тайм-аутом. Если же у соперников не тайм-аутов, и выигрывает, квотербек закончит матч сев на колено три или меньше раз (в американском футболе у команды есть 40 секунд, чтобы сделать розыгрыш).
Двухминутное предупреждение иногда называют четвёртым тайм-аутом.

## Правила
В двухминутном предупреждении действуют следующее правила (которые не работают в основном времени матча):

### Сброс десяти секунд
Если команда нарушает правила то с времени матча убирается десять секунд, (если у нарушивший команды есть тайм-аут, то они могут потратить тайм-аут, и не убирать десять секунд) а если до конца половины меньше десяти секунд, это приведет к завершению половины.

### Травма игрока
Если у команды есть тайм-аут, то после травмы своего игрока она автоматически берет его. Если тайм-аутов нет, то команде разрешается взять четвёртый, дополнительный тайм-аут. Для того, чтобы симуляций стало меньше, команда наказывается пятью ярдами, если она уже использовала четвёртый тайм-аут и её игрок снова получает травму (исключение: если розыгрыш завершился остановкой времени, и игрок получил травму, команде не нужно брать тайм-аут. Также команде не нужно брать тайм-аут, если её игрок получил травму из-за нарушения соперника).

### Видеопросмотры момента
Команда в двухминутном предупреждении не может запросить просмотр, только судьи имеют право назначить просмотр. Это также делается для того, чтобы команды не могли остановить время, когда у них нет тайм-аутов.